# 艾蜜莉·愛迪生
艾蜜莉·愛迪生（英語：Emily Addison，1984年5月13日—）是一名美國色情女演員和成人模特兒。有時候也簡稱Emily A。2011年9月她曾登上英國《閣樓雜誌》的封面，並入選該雜誌的『當月閣樓寵物』。

## 早年
艾迪生於1984年5月31日出生於田納西州的約翰遜城。

## 生平
她的第一份工作是十六歲時，在達美樂披薩連鎖餐廳工作。二十歲時艾迪生在北卡羅來納州夏洛特當地的脫衣舞俱樂部跳舞，開始了她在成人娛樂產業的職業生涯。艾蜜莉在Myspace上被當地戀物製作人發掘並在二月演出，2008年她贏得了“MySpace的女孩”評選活動後，由《Hustler》雜誌發行。在著名的公司之中，艾米莉已經出現明顯的硬調色情風格，像是3rd Degree、FM Concepts、 Girlfriends Films和Anastasia Pierce Productions。
她在2013年秋天短暫的引退，現已復出。

## 獎項

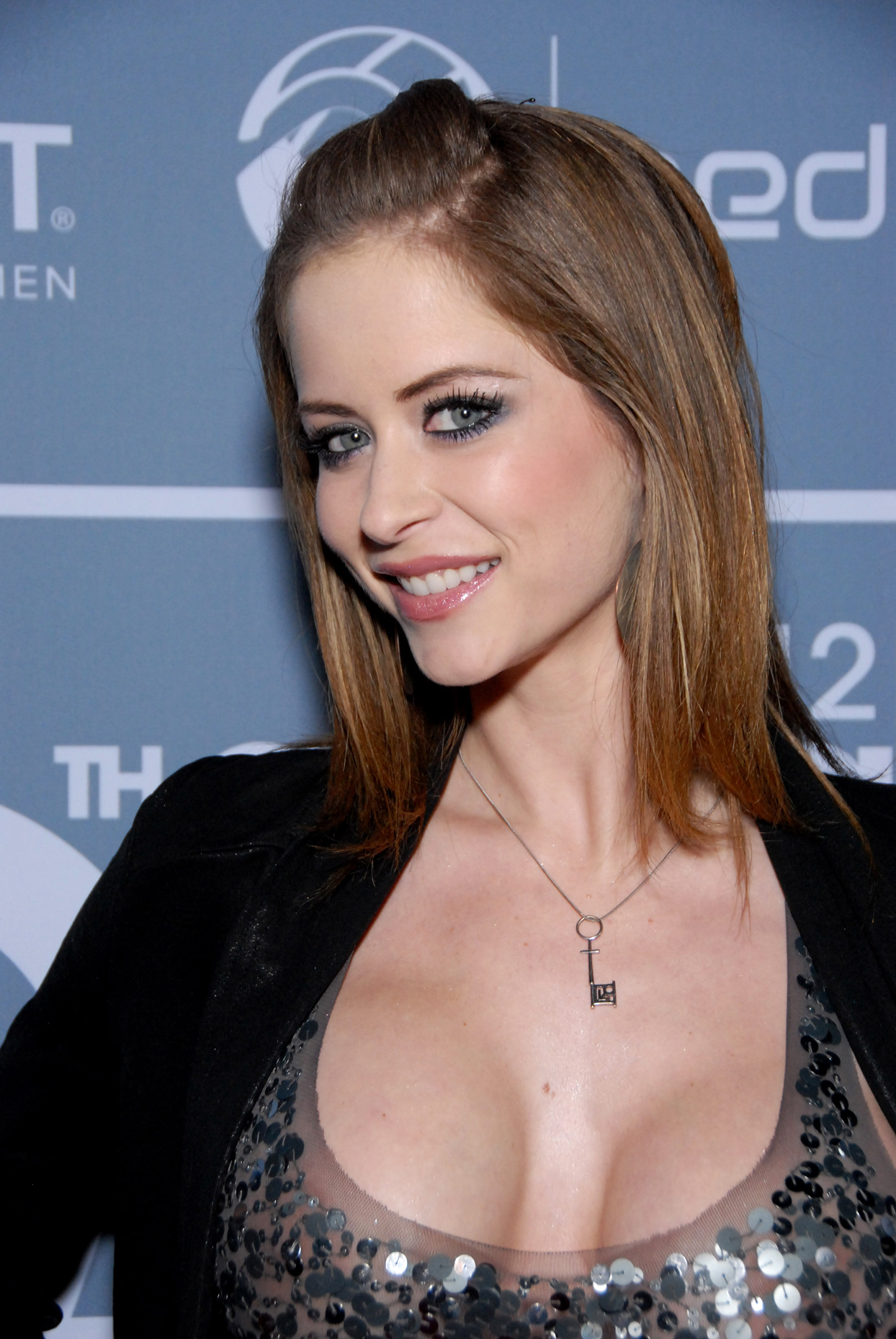
愛迪生於2012年

- 2013年SEX AWARDS提名: 色情演員最佳身材

- 2013年成人產業獎（英语：XBIZ AWARD）提名: 最佳場景 - 全女性《Taylor Vixen's House Rules, Sorority Editon》

- 2015年成人影帶新聞獎提名: 粉絲獎最佳胸部

- 2015年成人產業獎提名: 最佳場景 - 全女性《Killers》

## 外部連結
- 官方网站
- 艾蜜莉·愛迪生的X（前Twitter）
- 艾蜜莉·愛迪生在互联网电影资料库（IMDb）上的資料（英文）
- 艾蜜莉·愛迪生在網際網路成人電影資料庫
- 成人電影資料庫上艾蜜莉·愛迪生的资料（英文）
- 《MatchFlick》雜誌的專訪 （页面存档备份，存于）